# Aethionema turcica
Aethionema turcica là một loài thực vật có hoa trong họ Cải. Loài này được H.Duman & Aytaç mô tả khoa học đầu tiên năm 1991.